# Bart McGhee
Bart McGhee', właśc. Bartholomew McGhee (ur. 30 kwietnia 1899 w Edynburgu, zm. 26 stycznia 1979 w Filadelfii) – amerykański piłkarz pochodzenia szkockiego, reprezentant kraju, grający na pozycji napastnika.

## Kariera piłkarska
Karierę piłkarską rozpoczął w 1917 w klubie New York Shipbuilding. Od tego czasu grał w takich klubach, jak Wolfenden Shore, Philadelphia Hibernian, New York Field Club, Fleisher Yarn, Indiana Flooring, Philadelphia Field Club, New York Nationals i New York Giants. W 1931 zakończył karierę piłkarską.

## Kariera reprezentacyjna
Karierę reprezentacyjną rozpoczął w 1930. Został powołany na MŚ 1930. Strzelił tam bramkę reprezentacji Belgii. Po tym turnieju nie zagrał w reprezentacji, dla której wystąpił w 3 spotkaniach i strzelił 2 bramki.